# TV Norte Amazonas
TV Norte Amazonas é uma emissora de televisão brasileira sediada em Manaus, capital do estado do Amazonas. Opera no canal 10 (34 UHF digital) e é afiliada ao SBT. A emissora faz parte do Grupo Norte de Comunicação, pertencente ao empresário Sérgio Bringel.

## História

### TV Manaus (1992–2007)
A TV Manaus foi fundada em 9 de abril de 1992 por Sadie Hauache, sendo afiliada à Rede Record. A emissora surgia 6 anos após a venda da TV Ajuricaba (hoje Boas Novas Amazonas), que pertencia à família Hauache, para o Grupo Simões. Estava inicialmente instalada na sala 201 do Edifício Manaus Shopping Center, no Centro da cidade, juntamente com sua coirmã Você FM (hoje Norte FM), inaugurada no mesmo ano. Ainda hoje, a antiga torre de transmissão da emissora remanesce no alto do prédio.
Sua programação local era composta pelo talk-show Dia a Dia Entrevista, o programa de debates Conversa Franca e o telejornal Dia a Dia, que em seus últimos anos de exibição eram apresentados pela jornalista Zayra Hauache Gadelha. Estes eram os três únicos programas produzidos pela TV Manaus, enquanto os demais programas eram todos produções independentes, destacando-se por exemplo Big & Bang, apresentado por Luiz Armando Fartollino e Atylla Rayol; Promoter, apresentado por Sérgio Frota; o programa de televendas Chroma Shopping, entre outras. A TV Manaus também promoveu entre os anos de 2002 e 2005 o Troféu TV Manaus de Propaganda e Marketing, que premiava os anunciantes de maior destaque durante os intervalos comerciais da emissora.
Em 2007, devido a falta de investimentos, a TV Manaus encontrava-se sucateada e atravessava uma grave crise administrativa e financeira, que atingiu o seu ápice após o jornalista e empresário Ronaldo Tiradentes (proprietário da Rede Tiradentes) intervir judicialmente na emissora, afastando Sadie Hauache e os sócios Abdul Rasac Hauache Neto e Khaled Ahmed Hauache Júnior da diretoria, em 9 de março. Em 19 de março, a família Hauache conseguiu retomar o controle da TV Manaus, após o Superior Tribunal de Justiça suspender a decisão tomada anteriormente pela Justiça Federal.
A situação da TV Manaus também não agradava os executivos da Rede Record, que em pleno crescimento de audiência em todo o país, ainda patinava nos índices em Manaus por conta da sua afiliada, que além de possuir uma programação pouco competitiva, também tinha seu sinal restrito à Região Metropolitana de Manaus, sem nenhuma retransmissora no interior do Amazonas. Em 16 de julho, a TV A Crítica, afiliada ao SBT e insatisfeita com as constantes trocas de horários da programação nacional promovidas diretamente por Silvio Santos, foi anunciada como a nova afiliada da Record, que deixaria a TV Manaus a partir de agosto.

### TV Em Tempo (2008–2020)
Em 2008, a TV Manaus passa a se chamar TV Em Tempo, completando a transição iniciada em agosto de 2007. No mês de abril, a emissora inaugura uma nova torre de transmissão no bairro do Aleixo, com 135 metros de altura, e preparada para as transmissões digitais. Com a inauguração da nova torre, houve uma grande melhora na qualidade do sinal da TV Em Tempo, além de uma ampliação da sua área de cobertura. No final do primeiro semestre, a grade de programação sofre várias reformulações, e o jornalismo passa a ser o carro-chefe da emissora.
Já em abril de 2009, a TV Em Tempo sai do Edifício Manaus Shopping Center e migra para uma sede própria no bairro Nossa Senhora das Graças, em frente ao antigo Parque Amazonense. Nos meses de novembro e dezembro, a emissora passa a atuar mais ativamente na cobertura de eventos do estado e na cultura local, além de estrear novos programas locais. Em 23 de novembro, estreou o telejornal Jornal Em Tempo, apresentado por Marcela Rosa, substituindo o telejornal Dia a Dia. Já em 7 de dezembro, estreou o telejornal comunitário Agora, apresentado por Mário Marinho e Patrícia de Paula. Em 8 de dezembro, a emissora fez a cobertura exclusiva do concurso Miss Amazonas 2009. Em 25 de dezembro, a TV Em Tempo — em conjunto com a TV Cultura do Amazonas (hoje TV Encontro das Águas) — transmitiu o Concerto de Natal, produzido pelo Governo do Estado do Amazonas, diretamente do Teatro Amazonas.
Em 2010, a TV Em Tempo e a TV Cultura do Amazonas obtiveram os direitos de transmissão dos desfiles das escolas de samba de Manaus, que até então pertenciam a Band Amazonas, emissora própria da Rede Bandeirantes. No mês de fevereiro, as duas emissoras fizeram a cobertura oficial do evento.
Em 18 de dezembro, um grave acidente automobilístico envolveu a equipe de jornalismo da emissora, que resultou na morte do estagiário da emissora, Julian Gabriel Ferreira de Araújo. Ele estava acompanhado do repórter Adriano Castro e do motorista Ewerton Sobrinho (ambos levados com ferimentos graves para um hospital de Manaus), e estavam voltando de uma reportagem feita em uma conhecida boate da capital.
Em 20 de dezembro, o Grupo Raman Neves de Comunicação inaugurou a primeira co-geradora da TV Em Tempo, a TV Em Tempo Parintins (hoje TV Norte Parintins), na cidade de Parintins. Antes da inauguração da emissora, já funcionavam na cidade a Rádio Clube de Parintins - que em 2012 voltou para as mãos dos antigos proprietários, a família Gonçalves - e o jornal impresso Parintins Em Tempo, ambos meios de comunicação do grupo.
Em 9 de fevereiro de 2011, a emissora fez a cobertura exclusiva do carnaval de Manaus. No dia 5 de março, a emissora transmitiu também com exclusividade os desfiles das escolas de samba de Manaus. Em 30 de maio, o telejornal comunitário Agora foi totalmente reformulado. Foi inaugurado um novo cenário, além de ser ancorado pelos jornalistas Amaral Augusto e Julieta Câmara, que posteriormente foi substituída pela jornalista e coach Márcia Lasmar. Em meio a reformulação, foi aberto um espaço para a participação da comunidade no telejornal.
Em 18 de fevereiro de 2012, devido a falhas de transmissão entre o Sambódromo e o parque de transmissão da emissora no Aleixo, a TV Em Tempo deixou de exibir parte dos desfiles das escolas de samba de Manaus, o que gerou uma grande revolta dos telespectadores nas redes sociais, que esperavam ansiosos para ver o desfile e acabaram tendo que ver a transmissão do carnaval baiano pelo SBT. Depois de sanado o problema, a emissora transmitiu 5 das 12 horas do desfile. Após o incidente, o Governo do Amazonas exigiu a devolução imediata de todo o valor repassado para o investimento das transmissões a emissora, que somava R$ 1.134.000,00. Em nota, a TV Em Tempo se desculpou com os telespectadores e as escolas de samba pelo ocorrido, afirmando que "não iria se esquivar de suas responsabilidades".
Em março, ocorrem alterações na grade de programação da emissora: Houve a estreia do esportivo SBT Esportes, voltado para os esportes no estado. Em 6 de março, foi retirado da grade de programação o programa independente A Voz da Esperança, que era apresentado por Sabino Castelo Branco e Reizo Castelo Branco. O programa saiu do ar porque eles usaram a sua imagem de maneira indevida, o que levou a cassação de Sabino e Reizo de seus cargos de deputado e vereador, respectivamente. Em seu lugar estreou o Programa da Norma, apresentado por Norma Araújo, sobre o universo feminino.
Posteriormente, o programa A Voz da Esperança voltou para a grade da emissora. Em 29 de abril, o programa foi multado em R$ 45.400,00 por propaganda eleitoral ilegal favorável a Sabino Castelo Branco, em processo movido pela juíza Suzi Granja da Silva. No mês de agosto, o programa independente Encircuito foi transferido para a RedeTV! Manaus (hoje Inova TV), após vários anos na emissora.
Em 2013, por conta dos problemas de transmissão do carnaval ocorridos em 2012, o Governo do Amazonas resolveu repassar os direitos de transmissão dos desfiles das escolas de samba de Manaus para a TV Tiradentes, após três anos consecutivos da transmissão do evento pela TV Em Tempo.
Em 17 de janeiro de 2019, marcando a nova fase, a TV Em Tempo lançou uma nova identidade visual, substituindo a antiga utilizada desde 2008, além de anunciar a estreia de uma nova programação a partir de 28 de janeiro. Na faixa matinal, cujo espaço de programação local estava arrendado para a Igreja Universal do Reino de Deus, a emissora estreou o telejornal 6h Notícias, apresentado inicialmente por Gabriela Moreno e Bruno Fonseca. E no horário do almoço, estreou o policialesco Na Mira, apresentado por Luiz Rodrigues e Valdir Rocha. Mais tarde, em junho de 2019, a emissora estrou o humorístico Maninho Show, apresentado pelo humorista Márcio Braga.

### TV Norte Amazonas (2020–presente)
No fim de 2019, Bringel se desentendeu com Raman Neves a respeito do controle da emissora, alegando que o empresário teria descumprido cláusulas contratuais e reivindicando a propriedade da TV Em Tempo após os investimentos feitos. Em 2020, o Grupo Norte de Comunicação, pertencente ao Grupo Bringel e com atuação nos estados do Acre, Distrito Federal, Roraima e Tocantins, onde também possuía emissoras de rádio e televisão, passou a ter o controle definitivo da emissora. Em 1.º de junho, a TV Em Tempo passou a se chamar TV Norte Amazonas.

## Retransmissoras
Em 23 de maio de 2017, quase dez anos depois de ser adquirida pelo Grupo Raman Neves, a então TV Em Tempo anunciou um plano de expansão do seu sinal para o interior do Amazonas. O processo se dá através retransmissoras da CEGRASA, todas ainda em sinal analógico, que até então eram utilizadas pela Boas Novas Amazonas. A primeira cidade a trocar de sinal foi Manacapuru, em 31 de maio, seguida de Apuí, Borba, Coari, Maraã, Humaitá, Itamarati e Pauini (19 de junho), Santo Antônio do Içá (21 de junho), Amaturá e Jutaí (22 de junho) e Anori, Autazes, Barcelos, Beruri, Caapiranga, Canutama, Careiro, Codajás, Envira, Itapiranga, Manicoré, Novo Airão, Presidente Figueiredo e Tapauá (4 de julho).

### Retransmissão por satélite
Em 28 de março de 2024, a TV Norte Amazonas passou a transmitir o sinal dela por satélite.